# Mojo (képregény)
Ha a mojo nevű, az afrikai Hoodoo hitben szereplő mágikus erővel rendelkező kis bugyorra vagy kíváncsi, nézd meg a többi Mojo cikket.
Mojo egy kitalált szereplő, szupergonosztevő a Marvel Comics képregényeiben. A szereplőt Ann Nocenti író és Art Adams rajzoló alkotta meg. Első megjelenése a Longshot harmadik számában volt 1985 novemberében.
Mojo egy földönkívüli lény, egyike a „Csendeseknek” , ahogy eredetiben írják „Spineless Ones”, egy különleges gerinctelen fajnak, amely mozgásképtelen extrém technikai megoldások nélkül. Mojo rabszolgatartó, aki a saját dimenzióját uralja, ahol minden létező függő egy gladiátorjátékszerű televízió programtól.
A szereplő abszurd paródiája a manipulatív és erőszakos médiahálózatok vezetőinek.

## Története
Mojo faja megrekedt a fejlődés egy fokán, mert képtelenek voltak felegyenesedni, míg az Arize nevű tudós által megalkotott „váz” valóságos, elsősorban technológiai evolúciót indított el. Mégis pár egyede a fajnak visszautasította a váz, vagy gerinc használatát és ezek nevezték magukat a Csendeseknek. A váz helyett, motorizált szerkezettel, platformmal mozgatták a testüket. Ők maradtak az uralkodók, helyettük rabszolgáik végezték el azt, amire ők nem voltak hajlandók vagy képesek.
A rabszolgák mesterséges teremtmények voltak, Arize alkotásai.
Mojo univerzumában, a Mojoverse-ben a gonosznak emberi alakja van, így a rabszolgákat ilyen formával ruházta fel. Azonban Arize szeretettel viszonyult az alkotásaihoz és nem akarta, hogy elnyomásban éljenek, ezért a génjeikbe plántálta a szabadságtudatot.
Mázlista (Longshot), akit azért alkottak, hogy az arénában nyaktörő és életveszélyes mutatványokkal szórakoztasson, első szavai Mojóhoz ezek voltak: Nem vagyok senki tulajdona.
A rabszolgák vezetésével fellázadtak, Arize száműzetésbe kényszerült.
A világ erőstruktúrája a televíziós hálózaton alapult és Mojo volt az a vezető, aki a legfelsőbb kontrollt is birtokolta mindenek felett (így nevezhette el maga után a világát). Fejvadászokat küldött a Földre szökött Mázlista után. A Földön Mázlista Dr. Strange és a kaszkadőr Rita Wayword, művésznevén 'Ricochet Rita' segítségével legyőzte Mojót és visszakényszerítette a saját világába. Mázlista, barátja, Quark és Rita is visszatértek, hogy felszabadítsák a többi rabszolgát.
Mázlista küldetése elbukott és Mojo kezébe kerültek. Mázlistán agymosást hajtottak végre (a történetben már nem először), míg Rita Mojo hajóján raboskodott. Egy alternatív jövőben Mojó átalakította Ritát egy őrült harci mágussá, Spirállá (Spiral), akinek szintén emberi külsőt, de hat kart adott (ebből egy szinte teljes egészében gépi), hogy biztosan gyűlölje a többi rabszolgát, majd Mázlista után küldte, hogy végezzen vele. Ő a Testbolt (Body Shop) tulajdonosnője, ami idegen eredetű kibernetikus testrészeket forgalmaz és ültet be. Az ő nevéhez fűződik - többek között - Halálcsapás (Lady Deathstrike) kiborggá alakítása.
Mojo érdeklődni kezdett a Föld iránt és fogságába ejtette Betsy Braddock-ot, a mutáns Pszichét, akibe bionikus szemeket ültetett. A későbbiek során a szemeket mint interdimenzionális kamerát használta, így Mojo mindent rögzíthetett, amit a lány csak látott. Betsy-t az Új Mutánsok (New Mutants) szabadították ki.
Nemsokára Mojo a Földre küldte Mázlistát, ahol az csatlakozott az X-Menhez.
Mojo szintén manipulálta a Rachel Summers nevű X-Mant, aki azonban idejekorán ráébredt, hogy Mojo alig több, mint egy börtönőr.

## Ereje és képességei
Mojo hordozó lebegő szerkezetet használ, hogy mozgassa, amúgy helyhezkötött testét. Ez a platform bőségesen el van látva fegyverekkel is. Karjai elég erősek, hogy könnyedén felemeljen egy embert a talajról. Mojo többi ereje mágikus alapú, erejük a „hívői és követői” száma szerint nő, akiket a TV-programokon keresztül köt magához.
Mojo ezenfelül a korrupció és a romlás egy megnyilvánulási formája, érintése elsorvasztja a növényeket és elöregíti az embereket. Földi tartózkodását különböző viharok és destruktív természeti jelenségek kísérték.